# Ополе Грошовице
Ополе Грошовице (на полски: Opole Groszowice) е железопътна гара в Ополе, Южна Полша. Разположена е на железопътна линия 132 (Битом – Централна гара Вроцлав), железопътна линия 136 (Ополе Грошовице – Кенджежин Кожле), железопътна линия 277 (Ополе Грошовице – Вроцлав Брохов) и железопътна линия 280 (Ополе Грошовице – Централна гара Ополе).